# Eilema bergmani
Eilema bergmani là một loài bướm đêm thuộc phân họ Arctiinae, họ Erebidae.